# Mathematische Zeitschrift
Mathematische Zeitschrift ist eine Fachzeitschrift für reine und angewandte Mathematik. Sie erscheint im Springer-Verlag.
1918 wurde sie von Leon Lichtenstein zusammen mit Konrad Knopp, Erhard Schmidt und Issai Schur gegründet. Im wissenschaftlichen Beirat waren damals die berühmten Mathematiker Leopold Fejér, Wilhelm Blaschke, Gustav Herglotz, Adolf Kneser, Oskar Perron, Edmund Landau, Friedrich Schur, Hermann Weyl, Eduard Study. Die Initiative ging vom Springer-Verlag aus, die schon 1914 Lichtenstein kontaktierten, um mit einer eigenen Zeitschrift in dem damals von Teubner beherrschten mathematischen Verlagswesen Fuß zu fassen. Die Mathematische Zeitschrift war als Konkurrenz zu den Mathematischen Annalen von Teubner gedacht, der damals führenden deutschsprachigen Zeitschrift, die aber ebenfalls (da das Interesse bei Teubner an dem verlustbringenden Mathematikgeschäft nachgelassen hatte) 1919 zu Springer kam.
Spätere Herausgeber waren unter anderem Erich Kamke, Erich Hecke, Rolf Nevanlinna, Helmut Wielandt.
Der Impact Factor des Journals lag 2012 bei 0,879. In der Statistik des ISI Web of Knowledge belegte die Zeitschrift Rang 53 von 295 betrachteten Journals in der Kategorie Mathematik.